# San Antonio, Cuautepec
San Antonio är en ort i Mexiko.   Den ligger i kommunen Cuautepec och delstaten Guerrero, i den södra delen av landet, 300 km söder om huvudstaden Mexico City. San Antonio ligger 29 meter över havet och antalet invånare är 210.
Terrängen runt San Antonio är platt åt sydväst, men åt nordost är den kuperad. Runt San Antonio är det ganska tätbefolkat, med 65 invånare per kvadratkilometer. Närmaste större samhälle är Cruz Grande, 8,1 km nordväst om San Antonio. Omgivningarna runt San Antonio är en mosaik av jordbruksmark och naturlig växtlighet.